# Пуголовка шипувата
Пу́головка шипува́та (Benthophilus spinosus) — вид риб з родини бичкових (Gobiidae). Зустрічається вздовж південних і східних берегів Каспія. На сході від острова Кулали на південь до півострова Мангишлак.